# 怪獸快打
怪獸快打（英語：Monster Buster Club，簡稱：MBC，直譯：怪獸剋星社），是由法國製作公司Marathon Media Group與加拿大製作公司Image Entertainment Corporation製作的電視動畫，從2008年播到2010年，共兩季。本系列為Marathon製作公司首部製作的3D動畫。

## 概要
故事背景為一個有著兩百年悠久歷史的小鎮，名叫新歌鎮（Single Town），是由一位假扮成人類的外星人愛迪森·新歌（Addison Single）所成立。而人類居民所不知的是，這座小鎮其實是來自各個不同星系的外星人所聚集的城鎮。
怪獸快打（MBC，Monster Buster Club）的成員們克里斯、小珊、丹尼及凱西，他們不僅要面對生活上的瑣事，更要擔起保護小鎮人民的責任，並且得隱密的拯救小鎮人民，防止小鎮受到外星人的入侵及破壞，更不得讓人類發現外星人的存在。

## 登場角色

### 怪獸快打與周邊人物
- 凱西·史密斯（Cathy Smith）

個性天真活潑，非常樂觀，看似個12~13歲的地球人女孩，其實是個250歲（700歲瑞普宙迪亞青少年）的瑞普宙迪亞星球外星人。她和爺爺史密斯先生來到了地球，並加入了怪獸快打。她經常感受到地球與瑞普宙迪亞星球的不同之處以及文化上的差異。而她也擁有著外星能力，例如身體可以拉伸、可以隔空取物等。
特徵：為人形時，是個金髮女孩，眼睛顏色為藍色。為外星人形時，身軀為白色的，散布著粉紅色的斑點，有著各四隻的手及腳，頭上也有個如同頭髮的觸角，有個毛茸茸的長尾巴。制服顏色為粉紅色。
- 克里斯·蘭格（Chris Lang）

全名：克里斯柏（Christopher）
12~13歲男孩，在怪獸快打中扮演著操作高科技配備的角色。在出任務時，有時會留在本部，提供並報告情報給出任務的其他三人。
特徵：靛藍色頭髮及深藍色的眼睛。制服顏色為藍色。
- 小珊·歐荷拉（Sam O'Hara）

全名：珊曼莎（Samantha）
12~13歲女孩，常常扮演著怪獸快打中隊長的角色，思緒清晰，會建立完備的戰略，個性有些嚴肅，也有些衝動。天生擁有著強大的領導能力，總是把怪獸快打的事擺在第一。
特徵：有著一頭黑髮，總是綁著包子頭，眼睛顏色為深褐色。制服顏色為黃色。
- 丹尼（Danny）

全名：丹尼爾·傑克森（Daniel Jackson）
12~13歲男孩，擅長體育。有時會有嚴重的王子病。他暗戀著同校同學的溫蒂。個性古怪，非常幽默，即使在危急時刻，仍然會開玩笑。自封自己為“丹尼”。
特徵：棕色頭髮，綠色眼睛，左眉毛有著一道疤痕。制服顏色為紅色。
- 約翰（John）

克里斯的弟弟，有時會在克里斯出任務或忙碌時，代替克里斯留在本部提供隊員們情報。她非常希望可以加入怪獸快打的行列，但是因為太過年輕而遭到拒絕。於第一季第十一集因為未能加入怪獸快打，而加入了怪獸組織。
- 雨果·史密斯（Hugo Smith）

凱西的爺爺，總是一副與世無爭的態度。很少展現出自己的外星能力。他有時會協助怪獸快打，但通常不會參與怪獸快打的任務。他喜歡種花，並常常在花園裡活動，也常常和自己的花打牌。
特徵：為外星人形時，外型像個軟體動物。

### 其他角色
- 溫蒂（Wendy）

丹尼的暗戀對象，個性非常勢力，常常取笑怪獸快打的成員。她常常利用丹尼來為自己做事，例如幫她看狗等。
- 弗斯特先生（Mr. Fusster）

化學老師，他不相信外星人的存在。常常和凱西爭論外星人的存在與否。
- 蘿琳絲校長（Principal Rollins）

非常嚴肅，認為教導學生應該如同訓練士兵般。和史密斯先生有著不為人知的情感。她曾經是一名間諜，而她深信凱西也是。
- 伯尼先生（Mr. Bernie）

汽車銷售員。

## 外部連結
- 官網 （页面存档备份，存于）
- Disney XD官網 （页面存档备份，存于）（英文）